# Milja (ime)
Milja je žensko osebno ime.

## Izvor imena
Ime Milja je različica ženskega osebnega imena Milena.

## Pogostost imena
Po podatkih Statističnega urada Republike Slovenije je bilo na dan 31. decembra 2007 v Sloveniji število ženskih oseb z imenom Milja: 71.

## Osebni praznik
Osebe z imenom Milja lahko godujejo takrat kot osebe z imenom Milena.